# Yoshib
Yoshib är en ort i Mexiko.   Den ligger i kommunen Oxchuc och delstaten Chiapas, i den sydöstra delen av landet, 800 km öster om huvudstaden Mexico City. Yoshib ligger 1 607 meter över havet och antalet invånare är 3 722.
Terrängen runt Yoshib är huvudsakligen kuperad, men åt nordost är den bergig. Runt Yoshib är det ganska tätbefolkat, med 67 invånare per kvadratkilometer. Närmaste större samhälle är Pantelhó, 18,0 km norr om Yoshib. I omgivningarna runt Yoshib växer i huvudsak städsegrön lövskog.